# Samuel Eliza Harthoorn
Samuel Eliza Harthoorn (Breda, 18 januari 1831 – voor de kust van Sumatra, 14 december 1883) was een Nederlandse zendeling die werkte op Java en Madoera. Zijn kritiek op het het zendingswerk was de aanleiding tot het hevigste debat over de te volgen zendingsmethode in het negentiende-eeuwse Nederland.

## Levensloop
Samuel werd geboren in 1831 als negende kind van een kleren- en pruikenmaker; in het gezin zijn 11 kinderen geboren, waarvan er zeven of acht volwassen zijn geworden. Zijn grootvader was oorspronkelijk notaris in Middelburg, maar was vanwege malversaties in 1786 naar Breda gevlucht, waar hij onbereikbaar was voor de Zeeuwse justitie.
In 1854 werd Harthoorn door het Nederlandsch Zendeling Genootschap uitgezonden naar Nederlands-Indië om te "arbeiden ter verbreiding van het ware Christendom". Hij werd ingewerkt in Modjowarno, in 1856 ging hij zelfstandig werken in de residentie Pasuruan en Malang dat onder diezelfde residentie viel.

### Kritiek op de zending
Harthoorn stelde dat het zendingswerk op Java weinig effectief was geweest. Er werd door de Javanen maar weinig van het christelijk geloof begrepen. Hij meende daarom dat aan de evangelisatie eerst onderwijs en beschavingsarbeid vooraf moesten gaan.
Verder meende hij dat een zendeling de taal en gewoonten van het volk moest kennen en dat bij de zendingsarbeid niet te veel inbreuk op de gewoonten van het volk gemaakt mocht worden, zodat hij toestond dat tijdens diensten hoofddoekjes gedragen werden en zoontjes besneden werden. Dit bracht hem in conflict met de kerk en er werd door geloofsgenoten een klacht ingediend dat hij een dwaalleraar zou zijn. Harthoorn voerde aan dat hun een nieuw stelsel van 10 geboden opgedrongen werd:
1. Gij zult U het haar kort laten snijden
2. Gij zult in de kerk de hoofddoek afleggen
3. Gij zult naar geen gamelan luisteren
4. Gij zult naar geen wajang zien
5. Gij zult U niet laten besnijden
6. Gij zult geen slametan bijwonen (slametan = volksfeest)
7. Gij zult geen poëzie lezen
8. Gij zult de graven Uwer voorvaderen niet schoonhouden
9. Gij zult op Uwe begraafplaatsen geen bloemen of bomen planten
10. Gij zult Uwe kinderen het ijdele spel ontzeggen

Harthoorn kreeg huisvestingsproblemen ten gevolge van een windhoos, een jonge assistent-zendeling overleed plotseling en hij had genoeg van de theekransjes met de blanke elite. Dat deed hem besluiten zonder toestemming naar Rotterdam terug te keren om zijn problemen te bespreken.
Het zendingsgenootschap ontsloeg hem, maar Harthoorn publiceerde om zich te verdedigen een boek getiteld De Evangelische Zending en Oost-Java met zijn grieven. Het sloeg in als een bom. Door het voorwoord van Allard Pierson werd Harthoorns geschrift gekoppeld aan de discussie over de moderne theologie. Busken Huet heeft een uitgebreide recensie van het boek geschreven in De Gids.

### Zendeling op Madoera
In 1866 vertrok Harthoorn als onafhankelijk zendeling opnieuw naar Nederlands-Indië en vestigde zich in Pamekasan op Madoera. Hij kreeg daar vijf kinderen; tijdens een tijdelijk verblijf in Rotterdam kreeg hij een zesde kind dat daar na zes maanden overleed.
Op 17 februari 1868 kwam er op dramatische wijze een eind aan de zendingsarbeid van Harthoorn. Zijn drie dochtertjes waren buiten aan het wandelen, toen ze opeens werden aangevallen door een met een kris gewapende amok-makende Madoerees. Ze werden alle drie gestoken. De oudste vluchtte naar huis, gevolgd door de Madoerees. Op het hulpgeroep kwam Harthoorn naar buiten en viel de Madoerees aan; vervolgens schoot zijn vrouw te hulp en die werd gestoken zodat de ingewanden door het korset naar buiten kwamen. De amok-maker kon ontwapend worden, maar de vrouw van Harthoorn (Celia Johanna Blankhart, geb. Rotterdam 3-7-1835) overleed enkele uren later. De Madoerees bekende voor de rechtbank door twee prinsen, onder wie de regent van Pamekasan, te zijn omgekocht om Harthoorn als 'ongelovige' in een islamitisch land om het leven te brengen. De amokmaker en de twee prinsen werden ter dood veroordeeld en geëxecuteerd.

### Leraar in Batavia
Harthoorn gaf het zendingswerk op en werd leraar volkenkunde en geschiedenis in Batavia aan het Gymnasium Koning Willem III. Op terugreis naar Nederland overleed Harthoorn aan boord van een schip.